# ミセス (雑誌)
『ミセス』（英語: Mrs）は、文化出版局（学校法人文化学園）が発売していた日本の婦人向けファッション・ハイライフ・ハイカルチャー雑誌である。
1961年（昭和36年）9月創刊。2021年3月5日発売の4月号をもって休刊した。

## 略歴・概要
今井田勲が局長を務める「文化服装学院出版局」が、1961年（昭和36年）9月に創刊した婦人雑誌である。「戦前の四大婦人雑誌」とされた『主婦の友』『婦人公論』『婦人画報』『婦人倶楽部』、「戦後の四大婦人雑誌」として第二次世界大戦後に創刊された『主婦と生活』『婦人生活』に比して、鎌倉書房の『マダム』（1964年）、グラフ社の『マイライフ』（1966年）ほどではないが、15年近く後発であった。
同年同月に発売された創刊号である第1号（第1巻第1号）は、「10月号」とされ、創刊当時は『装苑』の増刊号として「装苑編集」と副題されていた。当初の同誌の対象読者は、独身者を含めた30代女性で、同誌の登場は、20代を対象としていたファッション誌であった『装苑』に比して、30代においてはライフスタイルが変容することに対応したものである。創刊号の表紙モデルは、当時満27歳の女優池内淳子であったが、池内は1958年（昭和33年）に離婚していた。
創刊号からしばらくは「家庭衛生」と銘打ち、奈良林祥によるセックス記事の掲載があったが、良妻賢母世代の読者からの反発を受け数号で姿を消す。その後は芸能・セックス・皇室記事を取り扱わず、他誌とは一線を画した「朝のレモンのようにさわやかな雑誌」としてファッション中心の誌面構成となってゆく。
創刊から3号までのアートディレクターは江島任（1933-2014）であったが、4号から8号までは猪熊弦一郎の紹介でアメリカ・フランス両国「VOGUE」のアートディレクターを務めたリチャード・ラトリッジ（ - 1985年）が携わっている。リチャードは日本語は読めなかったがひらがなの柔らかさを活かした配列をしたり、ダイナミックなレイアウトで表紙の写真から本誌のレイアウトまでがらっとイメージが変化、刺激的な誌面となった。ただし、アメリカのセンスとまだ戦後をひきずっていた日本の生活レベルの差は大きく、編集部との間にはトラブルも多々発生し、ラトリッジは1年で「ハイファッション」編集部に移る。
1963(昭和38年)1月号から、雑誌タイトル字の「ミセス」の文字が、グラフィックデザイナーの河野鷹思による書体のものとなる。1964年（昭和39年）には、副題から「装苑編集」の文字を取り払い、「奥さまの雑誌」とした。
1970年代には発行部数が60万部を超える雑誌に成長。販売収入を広告収入が上回った日本で初めての雑誌とされ、誌面の4分の1を占めた広告収入が月４億と言われた。製本などでもそれまでの女性誌になかった新機軸を採用した。
1966年（昭和41年）6月には、季刊『ミセスの子ども服』が創刊（夏号）されたが1981年（昭和56年）に休刊。
1970年（昭和45年）7月に発売された8月号（通巻119号）からは、販元の名称が「文化服装学院出版局」から「文化出版局」（現行）に変更されている。1978年（昭和53年）4月には、季刊『ミセスのスタイルブック』が創刊（春号）された。
1982年（昭和57年）5月には、高年齢層に向けた季刊『ハイミセス』が創刊（第1号）、1986年（昭和61年）5月に発行された第15号から隔月刊となる。1996年（平成8年）1月に発行された第78号を最後に誌名を『ミマン』と変更、月刊化ののち2003年（平成15年）5月に141号をもって休刊した。
1989年（平成元年）6月24日、創刊者の今井田勲が死去。
2010年（平成22年）2月27日には、1960年（昭和35年）創刊の『ハイファッション』が4月号をもって休刊。
2020年11月20日に「雑誌発行の方向性を検討した結果」、2021年3月5日発売の4月号をもって休刊することが発表された。休刊の理由としては、誌面のデジタル化に乗り遅れたことや、発行元が学校法人のため通販やイベントとの連携が難しかったこと、コロナ禍で広告収益率が落ち、留学生が来日できず本体の学校経営が見直される状況になっていたことなどが挙げられている。
最終号の表紙は木村佳乃。季刊『ミセスのスタイルブック』は引き続き発行を継続する。
同誌のターゲットは、40～50代の既婚女性がメインだった。この世代向けの雑誌のなかでも、モード界の最新・高級トレンド情報に強いのが特徴だった。